# Courant annulaire
Un anneau de courant ou courant annulaire est un courant électrique porté par des particules chargées piégées dans la magnétosphère d'une planète. Elle est causée par la dérive longitudinale (10 à 200 keV) des particules énergétiques.

## Courant annulaire de la Terre

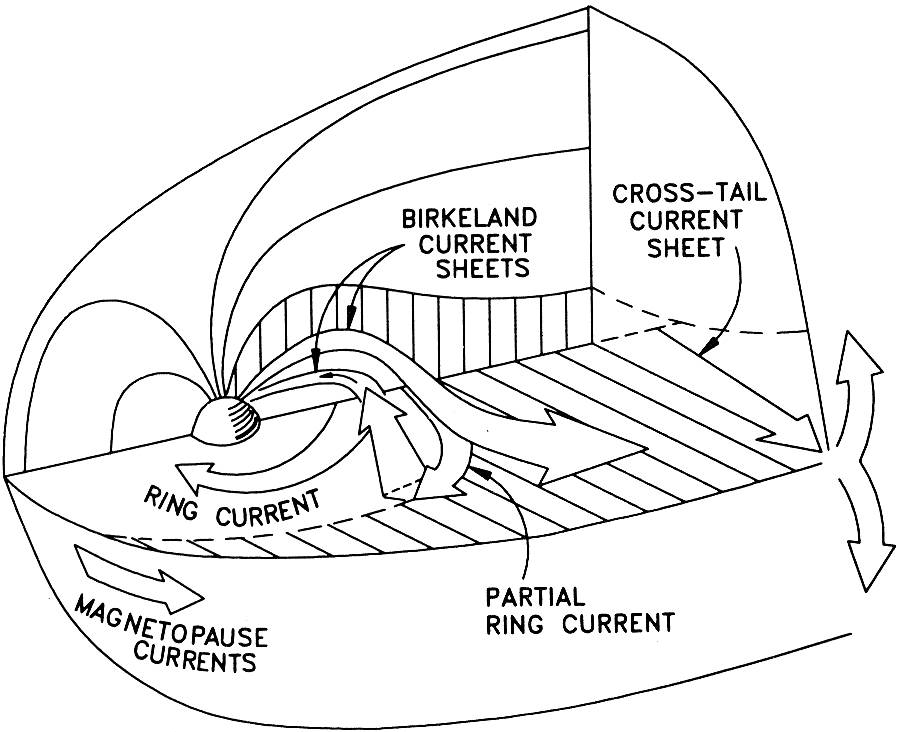
Vue schématique des différents systèmes actuels (en anglais) qui façonnent la magnétosphère de la Terre.

Le courant annulaire de la Terre est responsable du blindage des basses latitudes de la Terre à partir des champs électriques de la magnétosphère. Il a donc un effet important sur l'électrodynamique des tempêtes géomagnétiques. Le système du courant annulaire se compose d'une bande, à une distance de 3 à 5 RE, qui se trouve dans le plan équatorial et circule dans le sens des aiguilles d'une montre autour de la Terre (lorsque vu du nord). Les particules de cette région produisent un champ magnétique s'opposant à celui de la Terre et donc un observateur terrestre pourrait observer une diminution dans le champ magnétique dans cette zone.
L'énergie du courant annulaire est principalement portée par les ions, dont la plupart sont des protons. Cependant, on voit aussi des particules alpha dans le courant d'anneau, un type d'ions qui est abondant dans le vent solaire. En outre, un certain pourcentage sont des ions oxygène O+, semblables à ceux de l'ionosphère de la Terre, bien que beaucoup plus énergétiques. Ce mélange d'ions suggère que les particules de courant annulaire proviennent probablement de plus d'une source.

## Le courant annulaire et les tempêtes géomagnétiques
Durant une tempête géomagnétique, le nombre de particules dans le courant annulaire va augmenter. En conséquence, il y a une diminution de l'effet de champ géomagnétique.

## Sources
- (en) Cet article est partiellement ou en totalité issu de l’article de Wikipédia en anglais intitulé « Ring current » (voir la liste des auteurs).

1. ↑  (en) Martin Walt, Introduction to Geomagnetically Trapped Radiation, 1994

- (en) Janet U. Kozyra and Michael W. Liemohn, « Ring Current Energy Input and Decay », Space Science Reviews, vol. 109, nos 1-4,‎ 2003, p. 105–131 (DOI 10.1023/B:SPAC.0000007516.10433.ad, Bibcode 2003SSRv..109..105K)